# Lineus coloratus
Lineus coloratus är en djurart som tillhör fylumet slemmaskar, och som först beskrevs av Heinrich Bürger 1890.  Lineus coloratus ingår i släktet Lineus och familjen Lineidae. Inga underarter finns listade i Catalogue of Life.